# Tjark Ernst
Tjark Ernst, né le 15 mars 2003 à Stuttgart en Allemagne, est un footballeur allemand qui évolue au poste de gardien de but au Hertha BSC.

## Biographie

### En club
Né à Stuttgart en Allemagne, Tjark Ernst est notamment formé par le VfL Bochum avant de rejoindre l'un des clubs de la capitale allemande, le Hertha Berlin lors de l'été 2022. Dans un premier temps il est intégré à l'équipe réserve du club.
Il joue son premier match en professionnel lors d'une rencontre de Bundesliga le 27 mai 2023, face au VfL Wolfsburg. Il est titularisé et son équipe l'emporte par deux buts à un.

### En sélection
Tjark Ernst représente l'Allemagne en sélection. Il commence avec les moins de 15 ans, jouant un match en 2018. Puis de 2018 à 2019 il joue avec les moins de 16 ans, faisant au total cinq apparitions.
Ernst joue également avec les moins de 20 ans, faisant trois apparitions entre 2022 et 2023.
En septembre 2023, Tjark Ernst est appelé pour la première fois avec l'équipe d'Allemagne espoirs, en raison notamment de plusieurs absents sur blessure. Il doit toutefois attendre le 15 novembre 2024 et un match amical contre le Danemark pour jouer son premier match avec les espoirs. Il entre en jeu à la place de Jonas Urbig et son équipe l'emporte par trois buts à zéro.